# 674 TCN
674 TCN là một năm trong lịch La Mã.